# Чисголм (Альберта)
Чисголм, також відомий як Чисголм Міллс — село в Альберті, Канада, в межах муніципального округу Лессер-Слейв-Рівер № 124. Воно розташоване за 1 кілометр (0,62 милі) на схід від річки Атабаска, приблизно за 56 кілометрів (35 миль) на південний схід від міста Слейв-Лейк. До селища веде як автомобільне (приблизно 8,5 км (5,3 милі) на захід від шосе 44), так і залізничне сполучення (Канадська національна залізниця).

## Історія
Громада має ім'я Томаса Чисхолма, одного з перших поселенців.
Під час Другої світової війни тут був табір для німецьких полонених табір Чисголм.

### Лісова пожежа вЧисголм, 2001 рік
Влітку 2001 року 27-28 травня велика лісова пожежа знищила десять будинків у селищі та 120 000 гектарів лісу на прилеглій території. Розслідування, проведене провінцією Альберта, показало, що пожежа була спричинена потягом CNR.

## Демографія
За даними перепису населення 2021 року, проведеного Статистичним управлінням Канади, населення Чисголма складалося з 15 осіб, які проживали в 9 з 15 приватних будинків, що на 40 % менше, ніж у 2016 році, коли населення міста становило 25 осіб. З площею 2,84 км2, щільність населення у 2021 році становила 5,3 особи на км2.
За даними перепису населення 2016 року, проведеного Статистичним управлінням Канади, у Чисголма проживало 25 осіб у 10 з 18 приватних будинків, що на 66,7% більше, ніж у 2011 році, коли населення міста становило 15 осіб. Площа міста становить 2,92 км2, а щільність населення у 2016 році становила 8,6 особи на км2.